# Haytham Manna
Haytham Manna (arabisch هيثم مناع; * 16. Mai 1951) ist ein syrischer Autor und Sprecher des syrischen Nationalen Koordinationskomitees für Demokratischen Wandel in Paris.

## Biografie
Haytham Manna studierte Medizin und Sozialwissenschaften an der Universität Damaskus. 1976 wurde er in das erste Politbüro des „Kommunistischen Aktionsbundes“ gewählt. Er musste zwei Jahre im Untergrund leben und verließ 1978 Syrien. Er studierte darauf in Paris und Montpellier, wurde Mitbegründer der theoretischen Zeitschrift Sou‘al und hatte verschiedene Positionen in internationalen Menschenrechtsorganisationen inne. Manna lebt seit 1982 in Paris.
Während des Aufstandes in Syrien 2011 wurde er Vorsitzender der Auslandsvertretung des syrischen Nationalen Koordinationskomitees, das im Gegensatz zum Syrischen Nationalrat mit Sitz in Istanbul gegen die Militarisierung des Aufstandes sowie gegen eine ausländische Intervention in Syrien eintritt.
Seit 2015 ist er der Co-Vorsitzende des Demokratischen Rates Syriens, dieser ist der politische Arm der Demokratischen Kräfte Syriens, die den terroristischen Islamischen Staat (IS) in Syrien bekämpfen.

## Werke
- Islam et heresies: L’obsession blasphematoire. Harmattan, 1997, ISBN 2-7384-5901-3.
- L’Algérie contemporaine – bilan et solutions pour sortir de la crise. Harmattan, 2000, ISBN 2-7384-8804-8.
- Human Rights in the Arab-Islamic Culture. Cairo Institute for Human Rights Studies, 1996.
- „Es kann gelingen – demokratischer Wandel in Syrien.“ In: Wolfgang Gehrcke/Christiane Reymann (Hg.): Syrien. Wie man einen säkularen Staat zerstört und eine Gesellschaft islamisiert, PapyRossa Verlag 2013, ISBN 978-3-89 438-521-7.